# 전대훈
전대훈은 부평초등학교 축구부 출신 축구선수로 포지션은 미드필더이며 2006년 스페인 바르셀로나 Marcet 축구학교를 거쳐 레알마드리드 유스팀에서 뛰었다. 뛰어난 축구센스와 개인기, 패스,스피드 등으로 레알마드리드가 기대하고 있는 유망주 중 한 명이다.